# Heather Harper
Heather Harper CBE (* 8. Mai 1930 in Belfast, Nordirland; † 22. April 2019 in London, England) war eine britische Opernsängerin (Sopran).

## Leben
Harper erhielt ihre frühe musikalische Ausbildung in Belfast. Sie studierte Klavier am Trinity College of Music in London, mit Stimme als Zweitinstrument, und sang beim BBC Chorus.
Ihr Debüt als professionelle Sopranistin gab sie 1954 in Luigi Cherubinis Medea, einer Aufführung dieser Oper durch den Oxford University Opera Club. Von 1956 bis 1975 war sie ein Mitglied der English Opera Group. Zu ihren herausragenden Rollen zählten Elsa in Richard Wagners Lohengrin, die Titelrolle in Strauss’ Arabella, Ellen Orford in Brittens Peter Grimes, und die Governess in Brittens The Turn of the Screw.
Harper war auch als Sopranistin in konzertanten Aufführungen aktiv. So sang sie den Sopran Solo-Part in der Uraufführung von Brittens War Requiem im Jahre 1962; sie ersetzte Galina Wischnewskaja nur 10 Tage vor dem Konzert. Sie trat auch auf anderen Bühnen der Welt auf: im Royal Opera House Covent Garden, bei den Bayreuther Festspielen (1967 und 1968 als Elsa), in San Francisco und an der Metropolitan Opera (Contessa Almaviva in Le nozze di Figaro und in Peter Grimes). 1985 nahm sie bei der sogenannten Last Night of the Proms in Belfast an der Welturaufführung von Malcolm Williamsons Liederzyklus Next Year in Jerusalem teil.